# Pine Apple (Alabama)
Pine Apple es un pueblo ubicado en el condado de Wilcox en el estado estadounidense de Alabama. En el censo de 2000, su población era de 145.

## Demografía
En el 2000 la renta per cápita promedia del hogar era de $ 35.625$, y el ingreso promedio para una familia era de 44.583$. El ingreso per cápita para la localidad era de 16.876$. Los hombres tenían un ingreso per cápita de 29.583$ contra 30.833$ para las mujeres.

## Geografía
Pine Apple está situado en 31°52′4″N 86°59′15″O / 31.86778, -86.98750 (31.867882, -86.987624)
Según la Oficina del Censo de los EE. UU., la ciudad tiene un área total de 3.10 millas cuadradas (8.03 km²).